# 제윤경
제윤경(諸閏景, 1971년 7월 25일 ~ )은 대한민국의 금융인 출신 정치인이다. 시민사회운동가, 서민경제전문가 등으로 활동했으며, 20대 국회에서 더불어민주당 비례대표 국회의원을 지냈다.

## 생애
1971년 7월 25일 경상남도 하동군에서 태어나 동덕여자고등학교를 졸업하고 덕성여자대학교에서 심리학 학사 졸업했다.
덕성여자대학교 총학생회장을 지냈으며, 어릴 때 부터 빚으로 고통 받는 서민들을 구제하고 싶어 2007년 에듀머니를 창업하여 채무자들의 권익 보호에 앞장섰다. 에듀머니 대표를 맡으면서 경제 방송에 전문 패널로 자주 등장했다.
이후 2011년 서울시장 재보궐선거에 나선 박원순 후보 캠프 부대변인, 2012년 제18대 대선 문재인 후보의 캠프 공동선거대책위원장을 맡았다.
2012년 희망살림 상임이사, 빚을 갚고 싶은 사람들(빚갚사) 대표, 2015년 주빌리은행 상임이사, 롤링주빌리 대표를 역임하며 장기부실채권을 매입하여 채무자들의 빚을 깎거나 탕감하거나 경제적 재기를 돕는 사회운동을 전개하였다.
2016년 더불어민주당에 입당하여 같은 해 4월 제20대 국회의원 선거에서 비례대표로 출마해 당선되어 정계에 입문하였다. 정무위원회 위원과 원내대변인 등으로 활동하였다. 채권 이력제도 도입, 금융회사 부실채권 매각 규제 등 서민 금융 보호를 위한 제도 개선에 힘썼으며, 제14회 미래를 이끌어갈 여성지도자상을 수상했다.
2017년 전국 지자체 금융복지 상담센터 설치, 연체 위기자 신속지원제도 도입 등 취약계층의 금융문제 해결에도 힘썼다. 같은 해 더불어민주당 대선 경선 이재명 후보 캠프 대변인으로 활동을 하기도 하였다.
2018년 지방소멸위기에 직면한 자신의 고향을 위해 일하고 싶어 자원해서 더불어민주당 사천·남해·하동 지역위원장을 맡아 2년간 사천·남해·하동 지역에 107억 원의 예산을 확보하고 300여 회 이상의 간담회를 진행했고 대표발의한 '하도급거래의 공정화에 관한 법률' 등 우수법안으로 평가 받아 4년 연속 우수 국회의원상을 수상하였다.
2019년 더불어민주당 원내부대표, 2020년 더불어시민당 대변인, 더불어민주당 선거대책위원회 대변인을 역임하였다. 11월에는 경기도일자리재단 대표이사를 취임하여 청년 일자리 창출과 서민금융 지원에 기여하였다. 
지역 당원들의 요청으로 2022년 7월 더불어민주당 경상남도당 사천·남해·하동 지역위원회 위원장으로 다시 활동하며, 2024년 1월 30일 윤석열 정부 이후 고물가 고금리 고부채로 인한 경제불안으로 발생한 민생문제를 해결하고자 자신의 고향에서 제22대 국회의원 선거 사천·남해·하동 지역구에 출마했다. 더불어민주당 정책위원회 부의장 고재성 예비후보와의 경선에서 이겨 공천확정 되었으며 논란이 많은 두 후보에 반해 지역에서 ’소통하는 후보‘ ’실력 있는 후보‘로 인지도가 상승 중이다.
22대 총선에서 낙선하긴 했으나 험지에서 30%대를 기록하면서 나름 선방했다. 그 중 고향인 하동에서는 37.25%를 득표하여 가장 높게 나왔다.

## 경력
- 덕성여대 총학생회장
- 민주통합당 중앙선거대책위원회 공동위원장
- 한겨레이앤씨 재무컨설팅 사업본부 본부장
- 2004.02. 에셋비 창립, 초대 대표[5]
- 2005 에셋비 재무팀장[6]
- 2005 에셋비 교육본부장[7]
- 2007 에듀머니 대표이사
- 2011.10.26. ~ 2011년 하반기 재보궐선거 무소속 박원순 서울특별시장 후보 캠프 부대변인
- 2012 희망살림 상임이사
- 2012 제18대 대통령 선거 민주통합당 문재인 대통령 후보 담쟁이캠프 공동선거대책위원장
- 2012.09.13 ~ 빚을 갚고 싶은 사람들(빚갚사) 대표[8]
- 2015 주빌리은행 상임이사
- 2015 롤링주빌리 대표
- 2016년 4월 13일: 대한민국 제20대 국회의원 선거 당선(비례대표, 더불어민주당, 초선)
- 2016.05 ~ 2020.05 제20대 국회의원(비례대표, 더불어민주당, 초선)
  - 2016.06 ~ 2018.05 제20대 국회 전반기 정무위원회 위원
  - 2016.07 ~ 2017.07 제20대 국회 민생경제 특별위원회 위원
  - 2017.05 ~ 2018.05 제20대 국회 전반기 운영위원회 위원
  - 2018.07 ~ 2020.05 제20대 국회 후반기 정무위원회 위원
  - 2018.07 ~ 2020.05 제20대 국회 후반기 여성가족위원회 위원
  - 2018.07 ~ 2019.05 제20대 국회 후반기 예산결산특별위원회 위원
  - 2018.09 ~ 2018.10 제20대 국회 헌법재판소 재판관(김기영·이영진) 선출에 관한 인사청문특별위원회 위원
  - 2019.05 ~ 2019.07 제20대 국회 후반기 국회운영위원회 위원
  - 2019.07 ~ 2019.08 제20대 국회 후반기 예산결산특별위원회 위원
  - 2019.08 ~ 2020.05 제20대 국회 후반기 국회운영위원회 위원
- 2017.05 ~ 2018.05 더불어민주당 원내대변인
- 2017 대한민국 제19대 대통령 선거 더불어민주당 이재명 대통령 경선 후보 캠프 대변인[9]
- 2017.12 더불어민주당 경상남도당 사천시·남해군·하동군 지역위원회 위원장
- 2019.05 ~ 2020.05 더불어민주당 원내부대표
- 2019.11 ~ 2020.04 제21대 국회의원 선거 더불어민주당 총선기획단 위원
- 2020. 04. 21. 더불어시민당 대변인[10]
- 2020. 05. 28. 더불어민주당 선거대책위원회 대변인[11][12]
- 2020.11 ~ 2022.03 경기도일자리재단 대표이사
- 2022.07 ~ 2024.11 더불어민주당 경상남도당 사천시·남해군·하동군 지역위원회 위원장
- 2024.11 ~ 우원식 국회의장 민생특별보좌관
- 2025.04 ~ 국회 지방소멸 대응 자문위원회 위원

## 학력
- 동덕여자고등학교 졸업
- 1995년[13] 덕성여자대학교 심리학 학사

## 방송
- 2006년 SBS 방송 <잘살아 보세> 출연
- KBS2 경제 비타민 출연
- MBC 손에 잡히는 경제 출연
- 팩트TV <제윤경의 희망살림> 진행

## 저서
- 《불행한 재테크 행복한 가계부》. 북리슨. 2007년. ISBN 9788992811064
- 《당신의 자녀를 경제대통령으로 키워라》.티비. 2007. ISBN 9788984987739
- 《아버지의 가계부》. 부키. 2007년. ISBN 9788984986732
- 《부자들의 행복한 가계부》. 티비. 2007년. ISBN 9788984987050
- 《불행한 재테크 행복한 가계부》. 티비. 2007년
- 《한국의 가계부 부자들》. 국일미디어. 2008년. ISBN 9788974255343
- 《돈 버는 소비 심리학》. 국일미디어. 2008년.
- 《나의 특별한 소방관》. 이콘. 2008년. ISBN 9788990831569
- 《돈에 밝은 아이》. 한겨레출판사. 2010년. ISBN 9788984314399
- 《약탈적 금융 사회:누가 우리를 빚지게 하는가》. 이현욱 공저, 부키. 2012년. ISBN 9788984314399
- 《나에게 돈이란 무엇일까》. 철수와 영희. 2012년.  ISBN 9788993463248
- 《사회를 말하는 사회》. 북바이북. 2014년. ISBN 9791185400020
- 《빚 권하는 사회 빚 못 갚을 권리》. 책담. 2015년. ISBN 9791170280064

## 역대 선거 결과
|  | 25.54% |

|  | 32.33% |

## 소속 정당
| 소속 정당 | 소속 정당      | 소속 기간 | 비고      |
| --------- | -------------- | --------- | --------- |
|           | 민주통합당     | 2012~2013 | 정계 입문 |
|           | 민주당         | 2013~2014 | 당명 변경 |
|           | 새정치민주연합 | 2014~2015 | 합당      |
|           | 더불어민주당   | 2015~2020 | 당명 변경 |
|           | 무소속         | 2020      | 탈당      |
|           | 더불어시민당   | 2020      | 입당      |
|           | 더불어민주당   | 2015~2025 | 합당      |
|           | 무소속         | 2025~현재 | 탈당      |

## 같이 보기
- 대한민국 제20대 국회의원 선거 더불어민주당 후보 목록#비례대표